# Bel paese (poésie)
Pour les articles homonymes, voir Bel paese.
Bel paese (en français : "beau pays") est une expression attribuée par antonomase à l'Italie en souvenir des célèbres vers de Dante et de Pétrarque.
Le terme est aujourd'hui largement utilisé en italien moderne ainsi que dans d'autres langues comme un synonyme de l'Italie artistique et paysagistique, et est aussi couramment utilisé comme un terme d'affection par des membres de la diaspora italienne.

## Citation de Dante
« del bel paese là dove 'l sì suona, »

— Enfer, XXXIII 80

« Du beau pays où sonne le sì (où se parle la langue italienne) »

— Traduction Lamennais

## Citation de Pétrarque
« il bel paese
 ch’Appennin parte e ’l mar circonda et l’Alpe »

— Canzoniere, CXLVI, 13-14

« le beau pays
 qui est divisé dans les Apennins et est entouré par les Alpes et la mer »

En 1876, l'abbé Antonio Stoppani s'inspirera des vers de Pétrarque, pour nommer Il Bel Paese (it) (titre complet : Il Bel Paese. Conversazioni sulle bellezze naturali la geologia e la geografia fisica d'Italia), ouvrage qui aura un grand succès populaire au temps de sa publication.
Germaine de Staël utilise ces mots comme épigraphe à son livre Corinne ou l'Italie.